# IC 2946
IC 2946 ist eine Balken-Spiralgalaxie vom Hubble-Typ SBa im Sternbild Großer Bär am Nordsternhimmel. Sie ist schätzungsweise 438 Millionen Lichtjahre von der Milchstraße entfernt.
Das Objekt wurde am 13. Juni 1896 von Stéphane Javelle entdeckt.